# Marphysa
Marphysa is een geslacht van borstelwormen uit de familie van de Siboglinidae. De wetenschappelijke naam van het geslacht werd voor het eerst geldig gepubliceerd in 1866 door Quatrefages.

## Soorten
De volgende soorten zijn bij het geslacht ingedeeld:
- Marphysa acicularum Webster, 1884
- Marphysa aegypti Elgetany, El-Ghobashy, Ghoneim & Struck, 2018
- Marphysa aenea (Blanchard in Gay, 1849)
- Marphysa angelensis Fauchald, 1970
- Marphysa aransensis Treadwell, 1939
- Marphysa atlantica (Kinberg, 1865)
- Marphysa bernardi Rullier, 1972
- Marphysa bifurcata Kott, 1951
- Marphysa bonhardi (McIntosh, 1885)
- Marphysa borradailei Pillai, 1958
- Marphysa brasiliensis (Hansen, 1882)
- Marphysa brevitentaculata Treadwell, 1921
- Marphysa californica Moore, 1909
- Marphysa capensis (Schmarda, 1861)
- Marphysa chevalensis Willey, 1905
- Marphysa chirigota Martin, Gil & Zanol in Martin et al. 2020
- Marphysa corallina (Kinberg, 1865)
- Marphysa depressa (Schmarda, 1861)
- Marphysa digitibranchia Hoagland, 1920
- Marphysa elityeni Lewis & Karageorgopoulos, 2008
- Marphysa emiliae Molina-Acevedo & Carrera-Parra, 2017
- Marphysa fauchaldi Glasby & Hutchings, 2010
- Marphysa formosa Steiner & Amaral, 2000
- Marphysa fragilis Treadwell, 1911
- Marphysa furcellata Crossland, 1903
- Marphysa gaditana Martin, Gil & Zanol in Martin et al. 2020
- Marphysa galluccii Orensanz, 1990
- Marphysa gayi Quatrefages, 1866
- Marphysa gravelyi Southern, 1921
- Marphysa hamata (Schmarda, 1861)
- Marphysa hemasoma Quatrefages, 1866
- Marphysa hongkongensa Wang, Zhang & Qiu, 2018
- Marphysa iloiloensis Glasby, Mandario, Burghardt, Kupriyanova, Gunton & Hutchings, 2019
- Marphysa januarii (Grube, 1881)
- Marphysa johnsoni (Langerhans, 1880)
- Marphysa kristiani Zanol, da Silva & Hutchings, 2016
- Marphysa macintoshi Crossland, 1903
- Marphysa mangeri Augener, 1918
- Marphysa mauritanica Gillet, 1990
- Marphysa maxidenticulata Liu, Hutchings & Kupriyanova, 2018
- Marphysa minima (Hansen, 1882)
- Marphysa moribidii Idris, Hutchings & Arshad, 2014
- Marphysa mortenseni Monro, 1928
- Marphysa mossambica (Peters, 1854)
- Marphysa mullawa Hutchings & Karageorgopoulis, 2003
- Marphysa multipectinata Liu, Hutchings & Sun, 2017
- Marphysa nobilis Treadwell, 1917
- Marphysa orensanzi Carrera-Parra & Salazar-Vallejo, 1998
- Marphysa orientalis Treadwell, 1936
- Marphysa parvipes (Benham, 1927)
- Marphysa peruviana Quatrefages, 1866
- Marphysa posterobranchia Day, 1962
- Marphysa proppi (Averincev, 1972)
- Marphysa pseudosessiloa Zanol, da Silva & Hutchings, 2017
- Marphysa quadrioculata (Grube, 1856)
- Marphysa regalis Verrill, 1900
- Marphysa sanguinea (Montagu, 1813)
- Marphysa saxicola Langerhans, 1881
- Marphysa schmardai Gravier, 1907
- Marphysa sebastiana Steiner & Amaral, 2000
- Marphysa sessilobranchiata Hartmann-Schröder, 1984
- Marphysa simplex (Langerhans, 1884)
- Marphysa soembaensis Augener, 1933
- Marphysa striata (Kinberg, 1865)
- Marphysa stylobranchiata Moore, 1909
- Marphysa tamurai Okuda, 1934
- Marphysa teres (Treadwell, 1922)
- Marphysa teretiuscula (Schmarda, 1861)
- Marphysa tribranchiata Liu, Hutchings & Sun, 2017
- Marphysa tripectinata Liu, Hutchings & Sun, 2017
- Marphysa unibranchiata Knox & Cameron, 1970
- Marphysa victori Lavesque, Daffe, Bonifácio & Hutchings, 2017
- Marphysa viridis Treadwell, 1917

### Taxon inquirendum
- Marphysa grunwaldi (Risso, 1826)
- Marphysa pacifica (Rullier, 1972)
- Marphysa triantennata (Risso, 1826)

### Nomen nudum
- Marphysa corallina Ehlers, 1901

### Synoniemen
- Marphysa posteriobranchia Day, 1962 => Marphysa posterobranchia Day, 1962
- Marphysa adenensis Gravier, 1900 => Paucibranchia adenensis (Gravier, 1900)
- Marphysa amadae Fauchald, 1977 => Treadwellphysa amadae (Fauchald, 1977)
- Marphysa angeli Carrera-Parra & Salazar-Vallejo, 1998 => Nicidion angeli (Carrera-Parra & Salazar-Vallejo, 1998)
- Marphysa antipathum Pourtalès, 1867 => Eunice antipathum (Pourtalès, 1867)
- Marphysa belli [auctt.] => Marphysa bellii (Audouin & Milne Edwards, 1833) => Paucibranchia bellii (Audouin & Milne Edwards, 1833)
- Marphysa bellii (Audouin & Milne Edwards, 1833) => Paucibranchia bellii (Audouin & Milne Edwards, 1833)
- Marphysa bulla Liu, Hutchings & Kupriyanova, 2018 => Marphysa victori Lavesque, Daffe, Bonifácio & Hutchings, 2017
- Marphysa capensis Fauvel, 1950 => Marphysa corallina (Kinberg, 1865)
- Marphysa cinari Kurt-Sahin, 2014 => Paucibranchia cinari (Kurt-Sahin, 2014)
- Marphysa conferta Moore, 1911 => Paucibranchia conferta (Moore, 1911)
- Marphysa dartevellei Monro, 1936 => Treadwellphysa dartevellei (Monro, 1936)
- Marphysa disjuncta Hartman, 1961 => Paucibranchia disjuncta (Hartman, 1961)
- Marphysa durbanensis Day, 1934 => Marphysa macintoshi Crossland, 1903
- Marphysa escobarae Salazar-Vallejo & Carrera-Parra, 1997 => Marphysa fragilis Treadwell, 1911
- Marphysa fallax Marion & Bobretzky, 1875 => Paucibranchia fallax (Marion & Bobretzky, 1875)
- Marphysa floridana Pourtalès, 1867 => Eunice floridana (Pourtalès, 1867)
- Marphysa gemmata Mohammad, 1973 => Paucibranchia gemmata (Mohammad, 1973)
- Marphysa goodsiri McIntosh, 1885 => Eunice goodsiri (McIntosh, 1885)
- Marphysa haemasoma Quatrefages, 1866 => Marphysa sanguinea (Montagu, 1813)
- Marphysa hentscheli Augener, 1931 => Nicidion hentscheli (Augener, 1931)
- Marphysa iwamushi Izuka, 1907 => Marphysa sanguinea (Montagu, 1813)
- Marphysa kinbergi McIntosh, 1910 => Paucibranchia kinbergi (McIntosh, 1910)
- Marphysa languida Treadwell, 1921 => Treadwellphysa languida (Treadwell, 1921)
- Marphysa leidii Quatrefages, 1866 => Marphysa sanguinea (Montagu, 1813)
- Marphysa longula (Ehlers, 1887) => Nicidion longula (Ehlers, 1887)
- Marphysa mcintoshi [misspelling of macintoshi] => Marphysa macintoshi Crossland, 1903
- Marphysa mixta Fauchald, 1970 => Treadwellphysa mixta (Fauchald, 1970)
- Marphysa parishii Baird, 1869 => Marphysa sanguinea (Montagu, 1813)
- Marphysa purcellana Willey, 1904 => Paucibranchia purcellana (Willey, 1904)
- Marphysa simplex Crossland, 1903 => Marphysa teretiuscula (Schmarda, 1861)
- Marphysa simplex Treadwell, 1922 => Marphysa mossambica (Peters, 1854)
- Marphysa sinensis Monro, 1934 => Paucibranchia sinensis (Monro, 1934)
- Marphysa stragulum (Grube, 1878) => Paucibranchia stragulum (Grube, 1878)
- Marphysa tibiana Pourtalès, 1867 => Eunice tibiana (Pourtalès, 1867)
- Marphysa totospinata Lu & Fauchald, 1998 => Paucibranchia totospinata (Lu & Fauchald, 1998)
- Marphysa veracruzensis de Léon-González & Castañeda, 2006 => Treadwellphysa veracruzensis (de León-González & Castañeda, 2006)